# Patrice Mugny

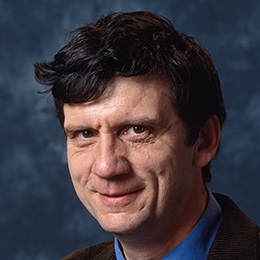
Patrice Mugny

Patrice Mugny (* 13. Februar 1953 in Genf) ist ein Schweizer Politiker (Grüne) und Journalist. Von Dezember 1999 bis Juni 2003 vertrat er den Kanton Genf im Nationalrat und war von 2007 bis 2008 Stadtpräsident der Stadt Genf. Von Juni 2003 bis Mai 2011 war der Teil der Genfer Stadtregierung (Conseil administratif).

## Leben
Mugny wurde am 13. Februar 1953 in Genf geboren und wuchs auch dort auf. Er arbeitete in verschiedenen Berufen, zuerst in der Theaterbranche, später eröffnete er einen Konzertsaal. Er gründete ebenfalls die Musikgruppe Post Tenebras Rock. Neben seinem musikalischen Engagement veröffentlichte er mehrere Bücher, unter anderem zwei Gedichtbände.
Er arbeitete in den 1980er Jahren als Journalist und war von 1992 bis 1999 als Chefredakteur der Tageszeitung Le Courrier aktiv. Unter ihm entwickelte sich diese in eine sozialere Richtung, was 1996 zu einer Kürzung der Subventionen, seitens der katholischen Kirche führte, da Mugny nach dem Richtungswechsel nicht zurücktrat.
Nach dem Ende seiner politischen Karriere war er Gründungsmitglied des Institut des cultures arabes et méditerranéennes und veröffentlichte einige weitere Schriften.
Er ist verheiratet und Vater von zwei Kindern.

## Politik
Als Mitglied der Grünen Partei war Mugny von 1999 bis 2003 Abgeordneter im Nationalrat und von 2001 bis 2002 Ko-Vorsitzender seiner Partei.
Nach seiner Zeit im Nationalrat kehrte er nach Genf zurück, wo er von 2003 bis 2011 Mitglied der Stadtregierung und zwischen 2007 und 2008 Stadtpräsident von Genf war. Ab 2015 war er Teil der Regierung der Gemeinde Presinge, kündigte jedoch 2019.

## Publikationen (Auswahl)
- La grenouille sur son nénuphar, Encre fraîche, Genf 2016, ISBN 978-2-9701061-6-6
- Le pli de l'éléphant, Éditions des Sables, Genf, 2016, ISBN 978-2-940530-13-7
- Val d'Hérens : rencontres singulières, Slatkine, Genf, 2012, ISBN 978-2-8321-0534-4